# Copa de la Reina de hockey sobre patines 2016
La 11ª edición de la Copa de la Reina se celebró en Lloret de Mar del 8 al 10 de abril de 2016.
El campeón del torneo fue el Gijón HC, que derrotó al Sferic Terrassa en cuartos de final, al CP Voltregà en semifinales y al HC Palau de Plegamans en la final, en la tanda de penaltis. El conjunto asturiano consiguió de esta forma su tercera Copa de la Reina, tras las conquistadas en 2012 y 2013.

## Equipos participantes
Los ocho primeros clasificados después de la primera vuelta de la OK Liga se clasificaron para el torneo. 
| Pos | Equipo                | J  | G  | E | P | G.F. | G.C. | Pts |
| --- | --------------------- | -- | -- | - | - | ---- | ---- | --- |
| 1   | CP Voltregà           | 13 | 11 | 1 | 1 | 62   | 19   | 34  |
| 2   | CP Manlleu            | 13 | 9  | 2 | 2 | 45   | 24   | 29  |
| 3   | HC Palau de Plegamans | 13 | 9  | 1 | 3 | 36   | 16   | 28  |
| 4   | Gijón HC              | 13 | 8  | 4 | 1 | 50   | 30   | 28  |
| 5   | Sferic Terrassa       | 13 | 7  | 0 | 6 | 37   | 30   | 21  |
| 6   | CP Las Rozas          | 13 | 5  | 4 | 4 | 23   | 23   | 19  |
| 7   | CHP Bigues i Riells   | 13 | 6  | 1 | 6 | 27   | 30   | 19  |
| 8   | CH Mataró             | 13 | 6  | 1 | 6 | 26   | 38   | 19  |

## Resultados
|  | Cuartos de final      | Cuartos de final |                       |                       | Semifinales | Semifinales |  |          | Final       | Final       |  |
|  | 8 de abril            | 8 de abril       |                       |                       | 9 de abril  | 9 de abril  |  |          | 10 de abril | 10 de abril |  |
|  |                       |                  |                       |                       |             |             |  |          |             |             |  |
|  |                       |                  |                       |                       |             |             |  |          |             |             |  |
|  | CP Voltregà           | 5                |                       |                       |             |             |  |          |             |             |  |
|  | CP Voltregà           | 5                |                       |                       |             |             |  |          |             |             |  |
|  | CHP Bigues i Riells   | 3                |                       |                       |             |             |  |          |             |             |  |
|  | CHP Bigues i Riells   | 3                |                       | CP Voltregà           | 1           |             |  |          |             |             |  |
|  |                       |                  |                       | CP Voltregà           | 1           |             |  |          |             |             |  |
|  |                       |                  | Gijón HC              | 3                     |             |             |  |          |             |             |  |
|  | Gijón HC              | 4                | Gijón HC              | 3                     |             |             |  |          |             |             |  |
|  | Gijón HC              | 4                |                       |                       |             |             |  |          |             |             |  |
|  | Sferic Terrassa       | 3                |                       |                       |             |             |  |          |             |             |  |
|  | Sferic Terrassa       | 3                |                       |                       |             |             |  | Gijón HC | 2 (3)       |             |  |
|  |                       |                  |                       |                       |             |             |  | Gijón HC | 2 (3)       |             |  |
|  |                       |                  | HC Palau de Plegamans | 2 (2)                 |             |             |  |          |             |             |  |
|  | HC Palau de Plegamans | 3                | HC Palau de Plegamans | 2 (2)                 |             |             |  |          |             |             |  |
|  | HC Palau de Plegamans | 3                |                       |                       |             |             |  |          |             |             |  |
|  | CP Las Rozas          | 2                |                       |                       |             |             |  |          |             |             |  |
|  | CP Las Rozas          | 2                |                       | HC Palau de Plegamans | 3           |             |  |          |             |             |  |
|  |                       |                  |                       | HC Palau de Plegamans | 3           |             |  |          |             |             |  |
|  |                       |                  | CP Manlleu            | 1                     |             |             |  |          |             |             |  |
|  | CP Manlleu            | 3                | CP Manlleu            | 1                     |             |             |  |          |             |             |  |
|  | CP Manlleu            | 3                |                       |                       |             |             |  |          |             |             |  |
|  | CH Mataró             | 1                |                       |                       |             |             |  |          |             |             |  |
|  | CH Mataró             | 1                |                       |                       |             |             |  |          |             |             |  |
|  |                       |                  |                       |                       |             |             |  |          |             |             |  |

- Entre paréntesis goles en la tanda de penaltis.